# Katanguien
 (octobre 2012).
 (avril 2016).
Sa qualité peut être largement améliorée en utilisant un vocabulaire plus directement compréhensible.
Le système  katanguien (1100-540 MA) est un ensemble regroupant les sédiments déposés durant la période qui a séparé l’orogenèse kibarienne  de l’orogenèse  lufilienne[pas clair] entre 1100 et 540 millions d’années. 
La subdivision actuellement admise par le Système katanguien inclut trois super-groupes : le Roan à la base, le Nguba au milieu et le Kundelungu au sommet (tableau)[incompréhensible].
Cette subdivision est basée essentiellement sur la lithologie et les niveaux repérés stratigraphiquement représentés par les deux conglomérats.

## Super groupe de Roan
Il est caractérisé par la prédominance des roches organo-chimiques et renferme des faciès divers. Il est subdivisé en sous-groupes qui sont : 
Le groupe de Mwashya (R.4)
C’est un groupe comportant des shales carbonatés moins finement lités au sommet, des siltites dolomitiques sub-arrondis[Quoi ?] gris clair, des quartzites feldspathiques à la base. L’ensemble appelé R.4.1 est épais de 0 à 300 m.
Ce sont dolomies siliceuses et ferrugineuses avec horizon à oolithes dolomitique et hématite avec localement des cherts, des roches pyroclastiques et des shales et dont l’ensemble a une épaisseur qui varie entre 200 et  300 m constitue ce que l’on appelle R.4[incompréhensible]. 
Le groupe de Dipeta ou R3
C’est le groupe que l’on suppose contenir des formations incompétentes qui sont : 
- Des dolomies talqueuses à nodules siliceux, des shales talqueux[Quoi ?] et des grès (R.3.3);
- Des shales à nodule gréseux, en général mudstone peu dolomitiques[Quoi ?], massifs légèrement oligistifères vers le bas, silt stones lités vers le haut de 200 m d’épaisseur (R.3.2);
- Des dolomies gréseuses et talqueuses rose clair à oolithes et stromatolithes, argilites gris-violet, l’ensemble est appelé R.3.1 et mesure 150 m d’épaisseur.

Le groupe des Mines ou R.2
C’est le groupe qui renferme l’essentiel des minéralisations cupro-cobaltifères et uranifère dans l’arc lufilien au Katanga[Quoi ?] ; dans ce groupe on a la subdivision suivante : 
- R.2.3 calcaire à minéraux noirs (C.M.N) à dominance carbonatée et divisé en deux minéraux ;
- R.2.3.2 dolomie claire avec banc de grès fins chloriteux;
- R.2.3.1 dolomies et shales dolomitiques plus ou moins carbonés, noirs à gris ayant une épaisseur de 30 à 80 m;
- R.2.2 shale dolomitique (SD) gris vert avec trois minéraux des shales argileux, peu dolomitiques plus ou moins carbonés  de gris foncé à noir ; 35 à 40 m d’épaisseur en plus vers le Nord de l’arc lufilien ; l’horizon de dolomie est parfois stromatolithique et d’arkose dolomitique ;
- R.2.1 à dominance carbonatée et avec trois niveaux ;
- R.2.1.2 ou RSC dolomite stromatolithique grise non stratifiée de 0 à 25 m d’épaisseur.
- R.2.1.2 comprenant des roches siliceuses feuilletées (RSF) et des dolomies stratifiées (D.STRAT), dolomies siliceuses très finement à bien litées de 8 à 12 m ;
- R.2.1.1 roche argilo-talqueuse (RAT) de couleur grise ayant une épaisseur réduite.

Le groupe des RAT ou R1.
Les roches argileuses talqueuses, silt stones chlorito-dolomitique oligistifères massif vers le haut souvent lité ; et vers le bas, brèche de couleur rouge lie-de-vin vers le bas. Au milieu on a un banc de dolomie impure et quelques bancs d’arénites ; généralement fins. La puissance connue de R.1 est d’environ 230 m.

## Super groupe de Nguba (Ng.)
Il  est  subdivisé  en  deux  grands  groupes  de  bas  en  haut : 
Le groupe de Likasi (Ng.1)
Trois formations sont connues : 
- Ng.1.1

Il contient dans la partie supérieure des horizons de poudingues au nord, passant au sud à une grauwacke, puis à une  petite ; la puissance augmente du sud vers le nord de 100 à 950 m ; c’est le grand conglomérat. 
- Ng.1.2

Il s’agit des calcaires à dolomies qui passent au sommet à des shales sub-arrondis gris foncé (peu carbonés) envahissant toute la formation. La puissance diminue du Nord vers le Sud. 
- Ng.1.3

Ce sont des mudstones massifs gris clair ou gris violacé devenant de plus en plus grossiers rouges stratifiés vers le Nord, d’une épaisseur variant de 120 m nord à 150 m au Sud. 
Le groupe de Monwezi (Ng.2)
Il  est souvent observé au nord de l’arc cuprifère katanguien où on a des grauwakes grises avec des shales subordonnées de 50 à 150 m de puissance. Au centre de l’arc on observe des sils stones et des shales dolomitiques à litage[Quoi ?] souvent irrégulier (biseauté) avec deux niveaux ; l’un constitué des sils stones massifs et l’autre de grauwakes grises à la base sur une épaisseur d’environ 350 à 550 m. Au sud on a les mêmes formations que ci-haut sans grauwakes avec un horizon carboné noir ; son épaisseur va de 1 400 à 2 200 m au sud.

## Super groupe de Kundelungu (Ku)
Ce groupe est essentiellement terrigène constitué par trois sous groupes qui sont de haut en bas : 
Le groupe de Kaluke
Ce groupe contient trois formations qui sont de haut en bas : 
- Ku.1.1

Une mixité contenant très localement une passe d’arkose grossière[Quoi ?], 50 m d’épaisseur au nord ;  30 m au sud ; c’est le petit conglomérat.  
- Ku.1.2

Elle contient deux niveaux de haut en bas : 
- Ku.1.2.1 ou calcaire rose ; c’est une dolomie microcristalline assez pure (80 à 87 %) de carbonate rose ou gris clair, finement et régulièrement litée peu épaisse (5 à 10 m). La fraction non carbonatée consiste en oxyde de fer, le quartz et très peu des feldspaths.
- Ku.1.2.2 constitué, partant de l’alternance de deux types des roches. Des macignos[Quoi ?] micacés en gros bancs gris verdâtre ou  violacé, affleurant parfois en « marsouins ».

Des shales dolomitiques peu ou non micacés ; Le ciment carbonaté (dolomite ou calcite) est plus abondant dans les maquignons et les shales dolomitiques variant en épaisseur. En se fondant sur ces critères on peut distinguer quatre sous-niveaux qui sont de bas en haut : 
- Ku.1.2.2.1

Ce sont des shales dolomitiques (10 m au nord, 25 à 30 m au sud); 
- Ku.2.2.2

Dans ce sous-niveau les macignos sont très abondants (environ la moitié du Ku.1.2.2) ; 
- Ku 1.2.2.3

Constitué en majorité des shales ;
- Ku.1.2.2.4

Occupé en majorité par des macignos (environ un quart du Ku.1.2.2)
- Ku.1.3

Il s’agit des sils stones et des shales dolomitiques plus ou moins gréseux à litage souvent irrégulière avec une épaisseur égale à plus ou moins 350 m. 
Le groupe de Kiubo (Ku .2)
Deux formations sont connues : 
- Ku.2

Les mêmes roches qu’au Ku.1.3 avec une épaisseur de plus ou moins 1 500 m ; 
- Ku.2.1

Contenant les formations litées ci-dessous avec des arkoses grossiers et un horizon de calcaire à cherts dans le faciès nord ; une puissance maximale de 200 m.  
Le  groupe des Plateaux (Ku 3)
Il s’agit d’arkose rouge avec un horizon de poudingue dont l’épaisseur est variable. 
- Les formations phanérozoïques

Les sédiments de formations phanérozoïques tabulaires se sont déposés au cours de la période calme qui a suivi le plissement  katanguien.

## Tectonique régionale
Les formations du Katanga ont été affectées par l’orogenèse katanguienne et panafricaine. Les effets de cette orogenèse sont inégaux dans l’espace comme dans le temps.
Le Katanguien est caractérisé par des effets très violents et complexes : les formations de Roan ont été plisses, bréchiées, faillées voir charriées sur le Kundelungu dont l’allure est assez calme. Quant aux phases majeures de déformations tectoniques, Kampuzu et Cailteux (1999), lu par Mashala (2007) en distingue trois dans la construction de l’arc lufilien, tableau 4 :

### Première phase (D1)
La première phase, appelée « phase Kolwezienne », forme des plis et des nappes de charriage à plan axial orienté vers le nord. Cette phase est survenue à la fin du dépôt du Ku 2.1 à la suite du glissement vers le nord de la couverture katanguienne. À cette phase sont associées des structures à vergence sud autrefois liées à un second évènement tectonique appelé « phase kundelunguienne » de l’orogenèse lufilienne, mais qui sont en fait, d’après Kampuzu et Cailteux (1999), cités par Mashala (2007), des replis développés durant la D1 le long de la séquence katanguienne et spécialement le long de l’avant pays kibarien. Elle daterait de 790-750 Ma.

### Deuxième phase (D2)
La deuxième phase de l’orogenèse katanguienne est la « phase monwezienne ». Elle inclut plusieurs failles longitudinales successivement réactivées dans le temps. Elle a produit des intrusions du Roan au sein des axes anticlinaux et failles secondaires dans les  synclinaux. La phase monwezienne est datée d’environ 680 et 540 Ma. Ce long intervalle de temps a été attribué à la migration des failles qui se développaient séquentiellement du sud au nord et probablement aussi à la lente vitesse de convergence durant la collision entre les cratons du Congo et de Kalahari.
Depuis lors, plusieurs auteurs pensaient que ces deux phases seulement avaient concours à la naissance de l’arc lufilien. Il est à noter que certains auteurs, dont Kampuzu et Cailteux (1999) ont introduit une troisième phase qui a également concouru à la naissance de l’arc lufilien.

### Troisième phase (D3)
La troisième phase nouvellement introduite par ces auteurs est le dernier évènement de l’orogenèse lufilienne. Elle est nommée « phase de Chilatembo » et marquée par des structures traverses, de type synclinal de Chilatembo, aux directions majeures de l’arc lufilien (figure 3). Ces déformations ainsi que la séquence supérieure du Kundelungu (Ku3 ou  sous-groupe de Biano, tableau 1) sont datées de moins de 540Ma, et relèvent probablement du Paléozoïque inférieur.
Les matérialisations des structures tectoniques de l’arc lufilien sont présentées dans la figure 3 et le tableau 4 ci-dessus, montrant les différentes phases tectoniques qui ont donné naissance à l’arc lufilien.
L’arc lufilien renferme presque tous les gîtes cupro-cobaltifères du Katanga et est appelé pour cela « arc cuprifère ». La bordure sud de l’arc cuprifère se localise des gîtes discordants cupro-plombo-zincifères. Signalons enfin qu’entre les zones à plomb-zinc-cuivre et celles à cuivre-cobalt, apparaissent les minéralisations uranifères à uranium-cobalt-nickel de Shinkolobwe, Lwambo et Kalongue (François, 1973).

## Sources
- A. François et Cailteux, La couverture katanguienne entre le socle de Nzilo et de Kabompo. République du Zaïre région de Kolwezi, Ann Mus.Roy.Afr cent.[Quoi ?], série no 8 soc/géol.[Quoi ?] no 84, 1981.
- A. François, Extrémité occidentale de l’arc cuprifère katanguien, 1973
- A. François, Stratigraphie, tectonique et minéralisation de l’arc cuprifère du Shaba (République du Zaïre), In Bartholomé, éd, Gisement stratiforme et provinces cuprifères, De la soc. Belge[Quoi ?], Liège, 1974, p. 79
- A. François, Synthèse géologique de l’arc cuprifère du Shaba (République du Zaïre), soc. Belge de géol. Volc.[Quoi ?], Hors série, 1987, p. 15-64.
- Albert Kalau, Étude métallogénique des roches porteuses de la minéralisation Cu-Co-Fe et Mn dans le Groupe de Mwashya, Mémoire de la Faculté des Sciences de Unilu, 1989, 45 p.